# Wiedemannia aquilex
Wiedemannia aquilex är en tvåvingeart som först beskrevs av Friedrich Hermann Loew 1869.  Wiedemannia aquilex ingår i släktet Wiedemannia och familjen dansflugor. Inga underarter finns listade i Catalogue of Life.